# Минченко, Анатолий Каленикович
Анатолий Каленикович Минченко (укр. Анатолій Каленикович Мінченко; род. 15 ноября 1939, Днепропетровск, УССР, СССР) — украинский государственный деятель и экономист. Первый Министр экономики Украины (1991—1992). Академик АИН Украины.

## Образование
В 1957 году окончил строительный техникум, а в 1970 году Днепропетровский химико-технологический институт по специальности инженер-механик.

## Трудовая деятельность
- С 1957 — работал бетонщиком на заводе «Стройдеталь» в Днепродзержинске.
- С 1958 по 1961 — служба в вооруженных силах.
- С 1962 — слесарь-монтажник Баглийского котельно-механического завода.
- С 1963 — слесарь Днепродзержинского азотно-тукового завода.
- С 1964 — инженер, начальник цеха, начальник производства.
- С 1975 — заместитель директора, генеральный директор Днепродзержинского ПО «Азот».
- С 1979 — начальник Укрглавхим при Государственном комитете УССР по материально-техническому обеспечению.
- С 1980 по 1989 год — первый заместитель Председателя Госкомитета УССР по материально-техническому снабжению.
- С 1989 — председатель Госкомитета УССР по материально-техническому снабжению.
- С 26 июля 1990 — председатель Госкомитета УССР по материально-техническому снабжению[1].
- С 21 мая 1991 по 24 августа 1991 года — Государственный министр — Министр по делам экономики УССР.
- С 24 августа 1991 по 29 февраля 1992 года — Государственный министр — Министр по делам экономики Украины.
- С 29 февраля 1992 по октябрь 1992 года — Министр государственных ресурсов Украины[2].
- С 23 ноября 1992 по 20 сентября 1993 года — председатель Госкомитета Украины по материальным ресурсам[3][4].
- С 1993 по 1995 год — первый вице-президент Международного фонда гуманитарных и экономических связей Украины с РФ.
- С 1995 по 1996 год — председатель Украинского Союза Промышленников и Предпринимателей (УСПП).
- С 21 сентября 1996 по 30 июля 1997 года — Государственный министр по вопросам промышленной политики и топливно-энергетического комплекса[5][6].
- С 30 июля 1997 по 25 ноября 1999 года — Председатель Государственного комитета Украины по материальным ресурсам[7][8].
- С 2000 — председатель наблюдательного совета ОАО «Укрподшипник».

## Награды и звания
Награждён орденом «За заслуги» III степени (1999).